# Stictidaceae
Stictidaceae es una familia de hongos en el orden Ostropales. La familia fue descrita por el sueco Elias Magnus Fries in 1849.

## Géneros
Según el Outline of Ascomycota de 2007, los siguientes géneros se encuentran en Stictidaceae. Los taxones con un signo de pregunta antes del nombre poseen una ubicación taxonómica incierta.
- Absconditella
- Acarosporina
- Biostictis
- Carestiella
- Conotremopsis
- Cryptodiscus
- Cyanodermella
- ?Delpontia
- Ingvariella
- Lillicoa
- Nanostictis
- Ostropa
- ?Petractis
- ?Propoliopsis
- Robergea
- Schizoxylon
- Stictis
- ?Stictophacidium
- ?Thelopsis
- ?Topelia